# حصن الكراديس (وادي العين)

تعديل مصدري - تعديل

حصن الكراديس هي إحدى قرى عزلة وادي العين بمديرية حورة التابعة لمحافظة حضرموت، بلغ تعداد سكانها 189 نسمة حسب تعداد اليمن لعام 2004.